# Tagmatyzacja
Tagmatyzacja – ewolucyjny proces różnicowania się metamerów i ich skupiania się, doprowadzający do powstania tagm. Jednym z procesów tagmatyzacji jest cefalizacja.